# ピノシルビン
ピノシルビン(Pinosylvin)は、感染中に合成されるファイトアレキシンと比べて、感染前に合成されるスチルベノイド毒である。木材を菌の感染から守る菌毒であり、マツ科(Pinaceae)の心材に含まれる。またGnetum cleistostachyum（グネツム属の一種）にも含まれる。
ラットに注射すると、ピノシルビンは急速にグルクロン酸化し、生物学的利用能は乏しい。

## 生合成
ピノシルビンシンターゼは、以下の化学反応を触媒する酵素である。
3 マロニルCoA + シンナモイルCoA → 4 補酵素A + ピノシルビン + 4 二酸化炭素
ケイヒ酸を出発物質とする植物の生合成は、p-クマル酸を出発物質とするものに比べて珍しいため、この生合成は特筆に値する。ケイヒ酸を出発分子として用いることが知られている化合物は、アニゴルホンやクルクミン等、数少ない。